# Буркини

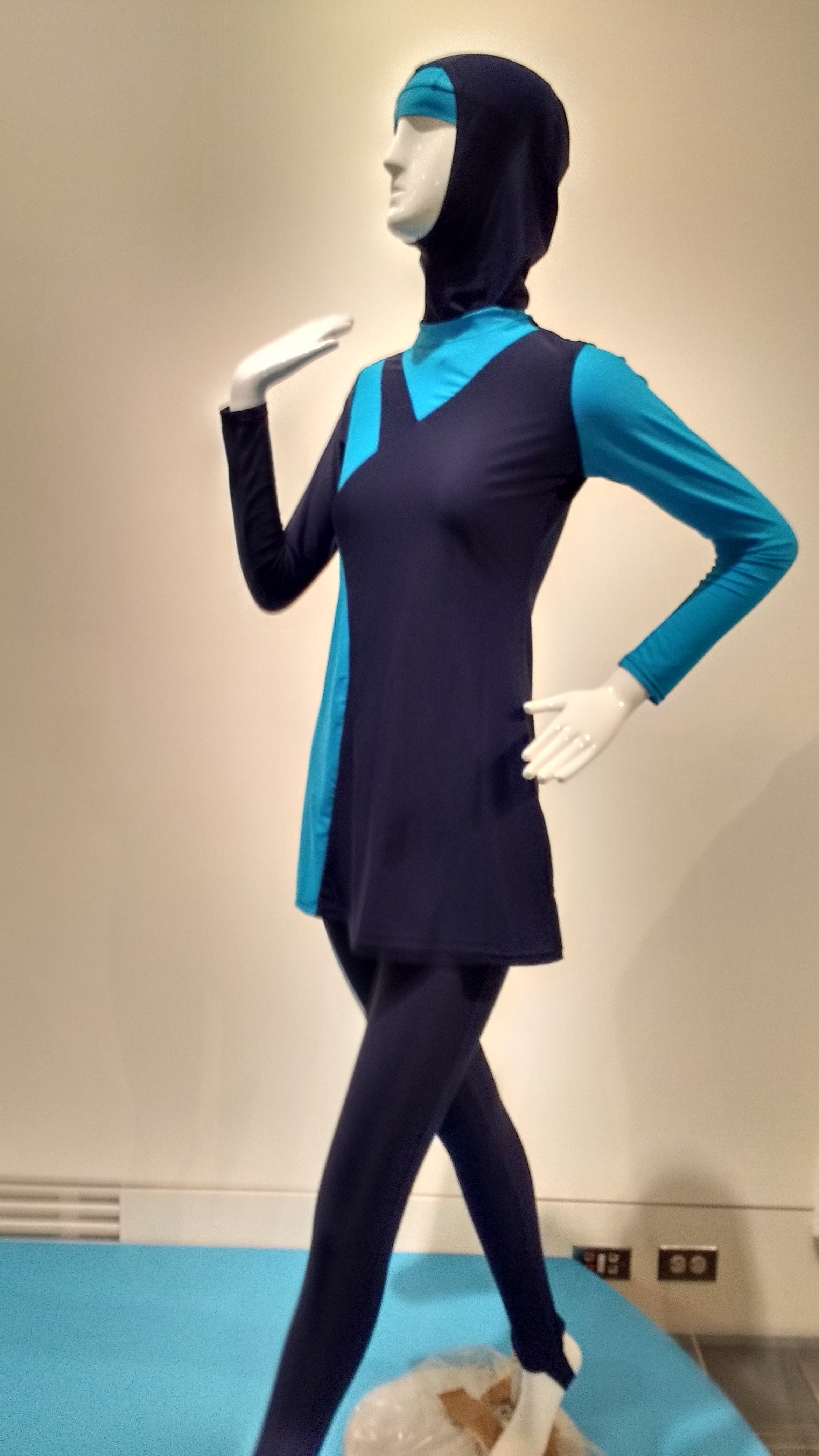
Буркини

Буркини (бурка + бикини, также бодикини) — купальный костюм для мусульманок, разработанный ливанским дизайнером Ахедой Занетти. Производится из 100-процентного полиэстера, состоит из двух частей, имеет плотно сидящий на голове капюшон и отвечает всем требованиям шариата к одежде женщин. По своему крою буркини близок к пижаме и закрывает всё тело женщины за исключением стоп, ладоней и лица. Существуют также варианты для занятий не только плаванием, но и другими видами спорта.

## Споры во Франции вокруг буркини
В 2016 году во Франции была предпринята попытка запретить буркини на уровне отдельных муниципалитетов (Ницца и Ментона на Лазурном Берегу, Сиско на Корсике). Женщин, уличённых в ношении буркини, приговаривали к административному штрафу в 38 евро. Премьер-министр Мануэль Вальс заявил, что буркини противоречат ценностям Французской республики. Критическую позицию по отношению к буркини занял и экс-президент Франции Николя Саркози. Однако Госсовет Франции признал запрет на буркини нарушением прав человека и приостановил действие запрета в одной коммуне Франции. Тем не менее, в 2017 году Апелляционный суд Марселя признал законным решение о запрете буркини на муниципальных пляжах.

## Споры в Германии вокруг буркини
В 2018 году гимназия Песталоцци в Херне (Северный Рейн-Вестфалия) приобрела 20 буркини для уроков плавания, поскольку многие мусульманские школьницы не посещают их из религиозных побуждений. Это решение вызвало споры. Министр по делам семьи, женщин и молодёжи Франциска Гиффай поддержала эту инициативу. Однако секретарь правительства Северного Рейна-Вестфалии по вопросам миграции Серап Гюлер заявила: «Когда женщины в Саудовской Аравии рискуют жизнью за каплю свободы, мы, в Германии, не должны надевать на девушек буркини. Это превратное понимание терпимости ставит крест на эмансипации».